# No. 2 Squadron RAAF
No. 2 Squadron RAAF – 2 (AFC), 2 (RAAF), 2SQN (RAAF) – jednostka bojowa lotnictwa australijskiego Royal Australian Air Force. 

## I wojna światowa
Jednostka została utworzona w październiku 1916 roku jako część Australian Flying Corps (AFC) w Heliopolis, Egipt. Pierwszym dowódcą jednostki został major O. Watt. We wrześniu 1917 jednostka została przetransportowana na front zachodni do Francji, gdzie pozostała do końca działań wojennych. W okresie od września 1917 do lutego 1918 roku jednostka była oznaczona jako No. 68 Squadron RAF. W czasie walk na terenie Francji przez jednostkę przewinęło się 16 asów myśliwskich:
Francis Smith, Roy Phillipps, Roby Manuel, Henry Forrest, Adrian Cole, Gregory Hamilton Blaxland, Eric Douglas Cummings, Richard Howard, Frank Alberry, Ernest Edgar Davies, Charles Owen Stone, James Wellwood, Robert William McKenzie, Alexander Goodlett Clark, George Cox, Eric Landon Simonson.
Jednostka brała czynny udział między innymi w bitwie pod Cambrai.

### Dowódcy jednostki
| Stopień            | Nazwisko           | Okres                   |
| ------------------ | ------------------ | ----------------------- |
| Lieutenant Colonel | Walter Oswald Watt | 21.09.1916 – 16.02.1918 |
| Major              | William Sheldon    | 16.02.1918 – 01.03.1918 |
| Major              | Allan Murray Jones | 01.03.1918 - 01.04.1919 |

## II wojna światowa
W momencie wybuchu II wojny światowej jednostka wyposażona była w samoloty bombowe Lockheed Hudson. Od lipca 1940 roku wykonywała systematyczne loty patrolowe w obszarze Malajów. Eskadra walczyła do końca wojny najpierw w rejonie Malezji, a następnie Tajlandii.

## Okres powojenny
W okresie po zakończeniu II wojny światowej jednostka brała udział w walkach w Malezji. Latając na samolotach Avro Lincoln oraz English Electric Canberra. Następnie uczestniczyła w walkach w Wietnamie w latach 1967-1971. Po powrocie do Australii została ulokowana w bazie RAAF Amberley koło Brisbane. W 1982 roku jednostka została przeformowana z jednostki bojowej na pomocniczą. 
W 2000 roku po ponownej reorganizacji i umieszczona w bazie RAAF Base Williamtown.